# Fornyings-, administrasjons- og kirkedepartementet
Fornyings-, administrasjons- og kirkedepartementet var et norsk ministerium, der eksisterede fra 1989 til 1. januar 2014.
I to omgange (1989 – 1990) og (1997 – 2004) hørte området under Arbeids- og administrasjonsdepartementet. I resten af tiden var departementet et selvstændigt ministerium.

## Ministeriets navne
Ministeriet skiftede navne flere gange:
- 1992 – 1996: Administrasjonsdepartementet
- 1996: Planleggingsdepartement
- 1997: Planleggings- og samordningsdepartementet
- 2004 – 2005: Moderniseringsdepartementet
- 17. oktober–31. december 2005: Moderniseringsdepartementet (med Fornyelsesdepartementet som forslag til nyt navn)
- 2006 – 2009: Fornyings- og administrasjonsdepartementet
- 2009 – 2013: Fornyings-, administrasjons- og kirkedepartementet

I efteråret 2005 ønskede statsminister Jens Stoltenberg, at ministeriet skulle hedder Fornyelsesdepartementet.
Dette navn blev kritiseret, fordi det ikke er nynorsk venligt. Derefter fik den nynorsk-talende minister Heidi Grande Røys godkendt, at navnet Fornyings- og administrasjonsdepartementet skulle træde i kraft den 1. januar 2006.

## Administrationsministre
- 1989 – 1990: Statsråd og chef for Arbeids- og administrasjonsdepartementet Kristin Clemet (H).
- 1990 – 1992: Statsråd og chef for Arbeids- og administrasjonsdepartementet Tove Strand Gerhardsen (Ap).
- 1992 – 1993: Statsråd og chef for Administrasjonsdepartementet Oddny Aleksandersen (Ap).
- 1993 – 1996: Statsråd og chef for Administrasjonsdepartementet Nils Totland (Ap).
- 25. oktober–29. november 1996: Statsråd og chef for Planleggingsdepartement Terje Rød-Larsen (Ap).
- 29. november – 31. december 1996: Statsråd og chef for Planleggingsdepartementet Bendik Rugaas (Ap).
- 1. januar – 17. oktober 1997: Statsråd og chef for Planleggings- og samordningsdepartementet Bendik Rugaas (Ap).
- 1997 – 1999: Statsråd og chef for Arbeids- og administrasjonsdepartementet Eldbjørg Løwer (V).
- 1999 – 2000: Statsråd og chef for Arbeids- og administrasjonsdepartementet Laila Dåvøy (KrF).
- 2000–2001: Statsråd og chef for Arbeids- og administrasjonsdepartementet Jørgen Kosmo (Ap).
- 5.–19. oktober 2001: Statsråd og (fungerende) chef for Arbeids- og administrasjonsdepartementet Sylvia Brustad (Ap).
- 2001 – 2004: Statsråd og chef for Arbeids- og administrasjonsdepartementet Victor Norman (H).
- 2004 – 2005: Statsråd og chef for Moderniseringsdepartementet Morten Andreas Meyer (H).
- 2005 – 2009: Statsråd og chef for Fornyings- og administrasjonsdepartementet Heidi Grande Røys (SV).
- 2009 – 2013: Statsråd og chef for Fornyings-, administrasjons- og kirkedepartementet samt minister for nordisk samarbejde Rigmor Aasrud (Ap).
- 2013 – 1. januar 2014: Statsråd og chef for departementet Jan Tore Sanner (H).

Den 1. januar 2014 blev departementets opgaver fordelt til andre ministerier. De fleste af opgaverne blev overtaget af Kommunal- og moderniseringsdepartementet, hvor Jan Tore Sanner (H) er minister.
59°54′55″N 10°44′43″Ø / 59.91528°N 10.74528°Ø